# Maybeshewill
Maybeshewill — британская группа из города Лестер, играющая инструментальный математический рок. Сама группа оценивает собственное звучание как «инструментальный рок в сочетании с электронной музыкой».

## История
Maybeshewill основали гитаристы Роби Саусби (Robin Southby) и Джон Хелпс (John Helps) во время учёбы в университете в 2005 году.
Первый релиз проекта «Japanese Spy Transcript» EP вышел в 2006 году на собственном лейбле группы «Robot Needs Home Records». Ритм-секцию на тот момент представили басист Таня Бирн (Tanya Byrne) и барабанщик Лаури Мален (Lawrie Malen).
Критики по достоинству оценили диск, который привлёк внимание звукозаписывающей компании «Nottingham’s Field Records», впоследствии выпустившей композицию Maybeshewill «The Paris Hilton Sex Tape» на сплит-сингле совместно с группой «Ann Arbor». В августе 2006 года в Японии на лейбле «Xtail» вышла ремастерированная версия «Japanese Spy Transcript» EP. В октябре того же года к группе присоединились барабанщик Крис Тирс (Kris Tearse) и гитарист Скотт Уэст (Scott West), которые покинули проект в январе 2007. В мае 2007 года в группу пришли басист Энди Джексон (Andy Jackson) и барабанщик Джеймс Коллинз (James Collins). Первой совместной работой музыкантов стал сингл «Seraphim & Cherubim», выпущенный 21 сентября 2007 всё на том же DIY-лейбле «Robot Needs Home Records». В мае 2008 года выпущен второй лонгплей «Not For Want Of Trying», в ноябре 2008 — совместный сплит с «Her Name Is Calla».
Летом 2009 года группа выпустила альбом «Sing the Word Hope in Four-Part Harmony». Альбом звучал несколько «тяжелее» первых. Однако критики и пресса активно критиковали группу за отсутствие принципиальных отличий в звучании. В том же году Maybeshewill приступили к записи альбома «I Was Here For A Moment Then I Was Gone», который вышел в конце весны 2011 года. В записи альбома приняли участие новый басист Джемми Уорд и клавишник Мэтью Дэли. Альбом получил гораздо более позитивные отзывы в связи с тем, что группа сделала запись более «чистой», активно использовала живые скрипки и виолончель и несколько отошла от уже надоевшего агрессивно-электронного звучания.
В 2016 году группа устроила прощальный тур, в числе посещённых стран была и Россия.
В январе 2020 года группа анонсировала своё воссоединение.

## Пиратство и собственный лейбл
Maybeshewill выпускает альбомы на собственном лейбле «Robot Needs Home Records». Этот же лейбл впоследствии объединил многие современные молодые коллективы. Лейбл курируется непосредственно участниками группы Maybeshewill и организовывает не только запись и выпуск альбомов, но и проведение многих концертов на территории родного города группы Лестер.

В одном из своих интервью группа заявляла о том, что можно записывать музыку, не тратя много денег, если записывать альбомы на DIY и на независимых лейблах, тем самым поощряя людей, которые бесплатно обмениваются их музыкой. Однако группа упрекнула своих фанатов за то, что её второй студийный альбом появился в интернете за две недели до релиза.

## Дискография

### Синглы и мини-альбомы
- Ann Arbor / Maybeshewill Split (7" Single) (Field Records) (July 2006)
- Seraphim & Cherubim / Heartflusters (CD-R Single) (Robot Needs Home) (September 2007)
- Anti-Semantics: The Remixes Vol. 1 (CD-R EP) (Robot Needs Home) (May 2008)
- Amateur Grammatics: The Remixes Vol. 2 (CD-R EP) (Robot Needs Home) (October 2008)
- Maybeshewill / Her Name is Calla Split (12" Single) (Field Records) (November 2008)
- To The Skies From A Hillside (EP) (Robot Needs Home) (September 2010)
- Critical Distance (February 2011)

### Альбомы
- Japanese Spy Transcript (EP) (XTAL JP) (August 2006)
- Not For Want of Trying (Field Records UK & EU, XTAL JP) (May 2008)
- Sing the Word Hope in Four-Part Harmony (Field Records UK & EU, XTAL JP) (June 2009)
- I Was Here For a Moment, Then I Was Gone (May 2011)
- Fair Youth (August 2014)
- No Feeling Is Final (2021)